# Matviïvka (Crimea)
|  | Per a altres significats, vegeu «Matvéievka». |

Matviïvka (en (ucraïnès): Матвіївка, en rus: Матвеевка, Matvéievka) és un poble de la República Autònoma de Crimea a Ucraïna, que el 2014 tenia 277 habitants. Pertany al districte rural de Pervomàiske.